# Calidad del agua

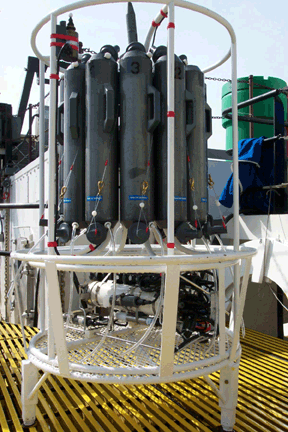
Dispositivo que se utiliza para recoger muestras en aguas profundas, como los Grandes L u océanos, para pruebas de calidad de agua.

Calidad del agua se refiere a las características químicas, físicas, biológicas y radiológicas del agua. Es una medida de la condición del agua en relación con los requisitos de una o más especies bióticas o a cualquier necesidad humana o propósito. Se utiliza con mayor frecuencia por referencia a un conjunto de normas contra los cuales puede evaluarse el cumplimiento. Los estándares más comunes utilizados para evaluar la calidad del agua se relacionan con la salud de los ecosistemas, seguridad de contacto humano y agua potable.
El índice de calidad del agua (ICA) es un valor que se asigna a un cuerpo de agua para cuantificar el estado en que se encuentra referido al uso o propósito con que se ha definido el índice, ya sea para asistir en la toma de decisiones o en procesos de divulgación del estado de los cuerpos de agua. El valor se calcula basándose en parámetros previamente seleccionados que han sido medidos en muestras del cuerpo de agua. : 10 
No existe un ICA universalmente reconocido, ya que por definición es utilizado en diferentes regiones y con diferentes objetivos.: 11 

## Historia
A partir de la década de 1960 se comenzó la búsqueda de un valor que representase en forma general el estado de un cuerpo de agua, ya sea un río, un lago, el mar u otros. Horton fue uno de los pioneros que desarrolló en 1965 el HI.

## Ventajas y limitaciones
García Quevedo detalla las ventajas y defectos de un ICA en una tabla citada desde :: 15 
| Ventajas | Limitaciones |
| --- | --- |
| Permite mostrar la variación espacial y temporal de la calidad del agua.                                            | Proporcionan un resumen de los datos. |
| Método simple, conciso y válido para expresar la importancia de los datos generados regularmente en el laboratorio. | No proporcionan información completa sobre la calidad del agua.                                                                                             |
| Útiles en la evaluación de la calidad del agua para usos generales.                                                 | No pueden evaluar todos los riesgos presentes en el agua.                                                                                                   |
| Permiten a los usuarios una fácil interpretación de los datos.                                                      | Pueden ser subjetivos y sesgados en su formulación. |
| Pueden identificarse tendencias de la calidad del agua y áreas problemáticas.                                       | No son de aplicación universal debido a las diferentes condiciones ambientales que presentan las cuencas de una región a otra.                              |
| Permiten priorizar para evaluaciones de calidad del agua más detalladas.                                            | Se basan en generalizaciones conceptuales que no son de aplicación universal.                                                                               |
| Mejoran la comunicación con el público y aumentan su conciencia sobre las condiciones de calidad del agua.          | Algunos científicos y estadísticos tienden a rechazar y criticar su metodología, lo que afecta la credibilidad de los ICA como herramienta para la gestión. |
| Ayudan en la definición de prioridades herramienta para la gestión.                                                 | |

## Selección de parámetros
La selección es realizada por un experto o una institución y debe considerar aspectos que entreguen información útil y asequible.
Entre los parámetros utilizados se cuentan la conductividad eléctrica (CE), la demanda bioquímica de oxígeno (DBO), fósforo y/o fosfatos, nitrógeno y/o nitrato, el oxígeno disuelto en la muestra, el pH, la cantidad de sólidos totales en la muestra (ST), ST incluye los sólidos disueltos totales SDT y los sólidos suspendidos totales SST, la turbiedad, coliformes totales, coliformes fecales, que son los anteriores provenientes del intestino humano y de los animales de sangre caliente.: 26–27 

## Tipos de fórmulas
Los resultados numéricos de las mediciones deben ser posteriormente normalizados apropiadamente de tal manera que tengan magnitudes comparables y adimensionales. 
Cada parámetro así calculado puede recibir un coeficiente para ponderar su importancia relativa entre los parámetros seleccionados y la fórmula puede está basada en una multiplicación o en una suma de los parámetros.
| Denominación                     | Tipo de fórmula                                                                          |
| -------------------------------- | ---------------------------------------------------------------------------------------- |
| Promedio no ponderado            | {\displaystyle {\frac {1}{n}}\sum _{i=1}^{n}q_{i}}                                       |
| Promedio aritmético ponderado    | {\displaystyle {\frac {1}{n}}\sum _{i=1}^{n}q_{i}\cdot w_{i}}                            |
| Promedio Geométrico No Ponderado | {\displaystyle \left(\prod _{i=1}^{n}q_{i}\right)^{\frac {1}{n}}}                        |
| Promedio Geométrico Ponderado    | {\displaystyle \left(\prod _{i=1}^{n}q_{i}\right)^{w_{i}}}                               |
| Promedio No Ponderado Modificado | {\displaystyle {\frac {1}{100}}\left({\frac {1}{n}}\sum _{i=1}^{n}q_{i}\right)^{2}}      |
| Promedio Ponderado Modificado    | {\displaystyle {\frac {1}{100}}\left({\frac {1}{n}}\sum _{i=1}^{n}q_{i}w_{i}\right)^{2}} |

En las fórmulas qi es el valor que tiene el parámetro medido, wi el peso o ponderación asignada a ese factor y n el número de parámetros utilizados en la fórmula.

## Rangos de calidad
Finalmente se debe definir como interpretar el valor computado con la fórmula. Si, por ejemplo, el valor computado varía entre 0 y 100, se debe definir que es "muy bueno" y donde comienza lo "muy malo".
Decir que el agua se encuentra contaminada o no, es un concepto, de alguna manera relativa, ya que no se puede hacer una clasificación absoluta de la “calidad” del agua. 
El agua destilada que, desde el punto de vista de la pureza, tiene el más alto grado de calidad, no es adecuada para beber, esto es porque el grado de calidad del agua ha de referirse a los usos a que se destina.
La determinación del estado de la calidad de un agua estará referida al uso previsto para la misma.
De igual manera el concepto de contaminación ha de estar referido, a los usos posteriores del agua. En este sentido, la Ley de Aguas española, en su artículo 85 establece que se entiende por contaminación a la acción y el efecto de introducir materias o formas de energía que impliquen una alteración perjudicial de la calidad del agua en relación con los usos posteriores o con su función ecológica.